# Peter Salisbury
Peter Anthony Salisbury (Bath, 24 settembre 1971) è un batterista inglese.

## Biografia
Assieme a Richard Ashcroft, Nick McCabe e Simon Jones è stato membro fondatore del gruppo musicale britpop The Verve. Dopo lo scioglimento del gruppo nel 1999, Salisbury ha suonato con diverse band, tra cui i Black Rebel Motorcycle Club.
Attualmente risiede a Buxworth, nel Derbyshire, con la moglie Pam, i figli Ben e Isaac e il figliastro Joe. È inoltre proprietario e gestore di un negozio di batterie a Stockport. Peter Salisbury suona inoltre come batterista in ogni album da solista di Richard Ashcroft, il frontman del gruppo. Nel 2007, in occasione della riunione dei The Verve, si ritrova con il gruppo in preparazione ad un nuovo album e tour.